# دی هیدروتاچیسترول
دی هیدروتاچیسترول (به انگلیسی: Dihydrotachysterol)
رده درمانی: ویتامین دی سنتتیک.
اشکال دارویی: قرص

## موارد مصرف
دی هیدروتاچیسترول در درمان کمبود ویتامین دی و معدنی شدن استخوان مصرف می‌شود.

## مکانیسم اثر
دی هیدروتاچیسترول در کبد فعال میشود و مانند D۲ و ویتامین D۳ نیاز به هیدروکسیلاسیون کلیوی ندارد و شروع اثر سریعی دارد .

## عوارض جانبی
مانند عوارض استفاده بیش ازحد از ویتامین دی .